# Produktionsgruppe Sorbischer Film
Die Produktionsgruppe Sorbischer Film (sorbisch Serbska filmowa skupina) war die jüngste und letzte staatlich gegründete Einrichtung in der DDR, die der Pflege und Förderung der sorbischen Kultur dienen sollte.
Bereits 1979 begannen die Vorbereitungen zur Gründung, die schließlich im Jahr 1980 erfolgte. Die Produktionsgruppe unter Leitung von Toni Bruk hatte ihren Sitz in Bautzen und war dem VEB DEFA-Studio für Trickfilme in Dresden-Gorbitz angegliedert.
Zum produzierten Repertoire gehörten Kurz- und Dokumentarfilme über die Situation der Sorben, berühmte Persönlichkeiten sowie Leistungen des kulturellen Erbes. Beispielhaft sei hier der Film Leben am Fließ – W Błotach von Peter Rocha aus dem Jahr 1990 genannt. Koproduktionen fanden mit Studios in der ČSSR, Polen, UdSSR und in der SFR Jugoslawien statt.
In der Regel wurde von den Werken eine sorbische bzw. deutsche Fassung produziert. Weiterhin war die Produktionsgruppe Sorbischer Film Mitveranstalter der Tage des sorbischen Films, die seit 1983 im zweijährlichen Rhythmus stattfanden.
Nach der Wende ging 1990 das SORABIA-Film-Studio aus der Produktionsgruppe hervor. Es hatte seinen Sitz im Haus der Sorben in Bautzen und produzierte vor allem Dokumentarfilme über das Leben, die Kultur und Geschichte der Sorben, sowie anderer Minderheiten. Außerdem wurden Kinderfilme und Filme für den sorbischen Schulunterricht hergestellt. Seit 1992 produzierte es Beiträge für das niedersorbisch-wendische Fernsehmagazin Łužyca, das monatlich im RBB ausgestrahlt wird.